# Moclobemida
A moclobemida (nomes comerciais: Aurorix, Manerix, entre outros) é um inibidor da MAO, mais especificamente, da MAO-A. Ao contrário dos inibidores deste género anteriores ao aparecimento da moclobemida, esta consegue fazer uma inibição da enzima de forma reversível, e portanto, é considerada mais "segura" em comparação com os tradicionais inibidores irreversíveis, que podem levar a crises de hipertensão ou problemas de excesso de serotonina, caso não se tenha certas precauções com a alimentação.
É utilizada acima de tudo em casos de depressão e de ansiedade.

## Farmacologia
O seu mecanismo de acção passa acima de tudo pela sua acção na enzima MAO-A, em que a a sua inibição leva ao aumento de monoaminas importantes, como é o caso da serotonina e da norepinefrina.
Também têm acção em outras monoaminas, como por exemplo a dopamina, mas o seu papel é muito insignificante quando comparado ao da MAO-B.

## Indicações terapêuticas
A moclobemida encontra-se indicada no tratamento de algumas fobias (tais como a agorafobia), e “ansiedade social” (ICD-10 F40.1), embora o seu principal papel seja na terapêutica de quadros depressivos como a depressão major (ou depressão maior).

## Efeitos colaterais
Uma das vantagens em termos terapêuticos dos inibidores selectivos e reversíveis (RIMA) quando comparados com os inibidores da MAO é a menor propensão a efeitos adversos, em grande parte devido a menor acumulação de substratos da MAO, tais como a tiramina (embora possam ocorrer crises hipertensivas quando esta está presente em grande quantidade na dieta), ou a 5-HT, podendo desenvolver-se uma síndrome da serotonina eventualmente fatal, embora tal risco apenas seja considerável com o uso concomitante de inibidores da recaptação da 5-HT (SSRIs).

## Interacções medicamentosas
Como já foi referido, a associação de SSRIs a RIMAs potencia a acumulação de serotonina, podendo desencadear uma síndrome da serotonina, pelo que constituem uma contra-indicação absoluta.
Outras interacções medicamentosas incluem variados fármacos psicoactivos, tais como os antidepressivos tricíclicos e analgésicos como a meperidina e o tramadol, por potenciação da acção via o aumento dos níveis de neuromediadores ou por inibição da metabolização destes. Pela mesma razão, a administração de substâncias como adrenalina, noradrenalina e dopamina deve ter este efeito em conta, implicando uma diminuição da dose.

## Classificação
- IMAO
  - Inibidor reversível da MAO-A (RIMA)